# Wojbórz (Wojbórz)
Wojbórz (niem. Schwenzerwald) – osada leśna wsi Wojbórz w Polsce, położona w województwie dolnośląskim, w powiecie kłodzkim, w gminie Kłodzko.
W latach 1975–1998 miejscowość administracyjnie należała do województwa wałbrzyskiego.